# Большой Вешак
Большой Вешак — река в Томской области России. Устье реки находится в 8 км от устья по левому берегу протоки Логалька реки Обь. Длина реки составляет 18 км.

## Данные водного реестра
По данным государственного водного реестра России относится к Верхнеобскому бассейновому округу, водохозяйственный участок реки — Обь от впадения реки Васюган до впадения реки Вах, речной подбассейн реки — Васюган. Речной бассейн реки — (Верхняя) Обь до впадения Иртыша.